# ФК Адриа
Фудбалски клуб Адриа, црногорски је фудбалски клуб из Подгорице, који се такмичио у Трећој лиги Црне Горе — Центар до сезоне 2023/24.
Утакмице као домаћин играла је на стадиону Љајковићи у Зети или на стадиону ДГ арена у Подгорици.

## Историја
Основана је 2013. године на иницијативу Предрага Стевовића, у сарадњи са клубовима из Јапана и такмичила се само у млађим категоријама. Млади играчи из Јапана су долазили у клуб да тренирају, а након што би напунили 18 година могли су да се региструју у сениорске клубове, док су играчи из Црне Горе имали прилику да се усавршавају у Јапану. Године 2017. покренут је сениорски тим као други тим Кома и почео је да се такмичи у сезони 2017/18. под називом Ком еурозокс 2, а од сезоне 2018/19. име је промијењено у Адриа.
Сезону 2020/21. завршила је на осмом мјесту, са по осам побједа, ремија и пораза, након чега је сезону 2021/22. завршила на 11 мјесту. Сезону 2022/23. завршила је на претпоследњем мјесту, са само двије побједе и 20 пораза и 140 примљених голова, а од Зоре је изгубила 18 : 0 у гостима, на утакмици на којој је Александар Крстовић постигао девет голова. У сезони 2023/24. искључена је из такмичења након што није наступила на двије утакмице, а претходно одигране утакмице су јој поништене.

## Резултати у такмичењима у Црној Гори
| Сезона   | Степен            | Лига                       | Бр.екипа          | Позиција          | Куп               |
| -------- | ----------------- | -------------------------- | ----------------- | ----------------- | ----------------- |
| 2017/18. | 3                 | Трећа лига — Средња регија | 8                 | 4. мјесто         | Није учествовала  |
| 2018/19. | 3                 | Трећа лига — Средња регија | 10                | 3. мјесто         | Није учествовала  |
| 2019/20. | 3                 | Трећа лига — Центар        | 10                | 5. мјесто         | Није учествовала  |
| 2020/21. | 3                 | Трећа лига — Центар        | 13                | 8. мјесто         | Није учествовала  |
| 2021/22. | 3                 | Трећа лига — Центар        | 16                | 11. мјесто        | Није учествовала  |
| 2022/23. | 3                 | Трећа лига — Центар        | 13                | 12. мјесто        | Није учествовала  |
| 2023/24. | Није се такмичила | Није се такмичила          | Није се такмичила | Није се такмичила | Није се такмичила |

## Успјеси
| Такмичење                         | Такмичење                         | Број                              | Година                            |                                   |                                   |
| Трећа лига Црне Горе — Центар — 0 | Трећа лига Црне Горе — Центар — 0 | Трећа лига Црне Горе — Центар — 0 | Трећа лига Црне Горе — Центар — 0 | Трећа лига Црне Горе — Центар — 0 | Трећа лига Црне Горе — Центар — 0 |
| --------------------------------- | --------------------------------- | --------------------------------- | --------------------------------- | --------------------------------- | --------------------------------- |
| Трећа лига                        | Првак                             | 0                                 |                                   |                                   |                                   |
| Куп регије Центар — 0             |                                   |                                   |                                   |                                   |                                   |
| Регионални куп                    | Побједник                         | 0                                 |                                   |                                   |                                   |
| Регионални куп                    | Финалиста                         | 0                                 |                                   |                                   |                                   |